# Frauen auf schiefer Bahn
Frauen auf schiefer Bahn ist ein US-amerikanisches Stummfilmdrama von 1922 unter der Regie von Cecil B. DeMille mit Thomas Meighan, Leatrice Joy und Lois Wilson. Das Drehbuch wurde von Jeanie Macpherson nach dem gleichnamigen Roman von Alice Duer Miller geschrieben.

## Handlung
Der Film zeigt das privilegierte Leben der Oberschicht während der Prohibition in den Vereinigten Staaten.
Cecil B. DeMille zeigt in seinen Film Manslaughter das Jazz-Zeitalter und sein Streben nach Vergnügen und zitiert die Römische Kaiserzeit. In einer Rückblende werden zechende Silvestergäste aus der Gegenwart ins alte Rom versetzt, und eine atemberaubend grelle römische Orgie steht für die zerstörerischen Wirkungen von Gin, Jazz und dem schnellen Leben der Goldenen Zwanziger. Die Hauptfigur Lydia wird eine römische Kaiserin, die die Orgie leitet und daran teilnimmt, die bezeichnend Bacchus-Fest genannt wird. Das Fest wird von leicht bekleideten Frauen, betrunkenen Feiernden und Satyrn genossen. Die Frauen erregen sich am Schauspiel des männlichen Gladiatorenkampfes. Inmitten dieser Ausschweifungen treffen bärtige Barbaren (die Vandalen) mit riesigen geflügelten Helmen ein und vergewaltigen, plündern und brandschatzen. Die Botschaft ist klar: Dekadenz und das rücksichtslose Streben nach Vergnügen führten zum Ende des Römischen Reiches, und das Amerika der 1920er Jahre erwartet das gleiche Schicksal. „Nicht anders als Rom im schlimmsten Fall“, intoniert der Bezirksstaatsanwalt, die Stimme des Gesetzes im biblischen, patriarchalischen Sinne. Eine Katastrophe wird durch moralische Erneuerung und die Wiederherstellung der patriarchalischen Autorität vermieden: Lydia bereut und heiratet den Bezirksstaatsanwalt. In Manslaughter nutzte DeMille Roms legendäre Dekadenz, um die Moral des Jazz zu verdeutlichen. Gleichzeitig bot er seinem Publikum einen voyeuristischen Einblick in verbotene Freuden und Wünsche.

## Superlative
Der Film wurde 1922 fertiggestellt, als die nachträgliche Zensur, der durch den Film Diffamierten, durch die antizipierende Zensur der Motion Picture Producers and Distributors Association of America abgelöst wurde.

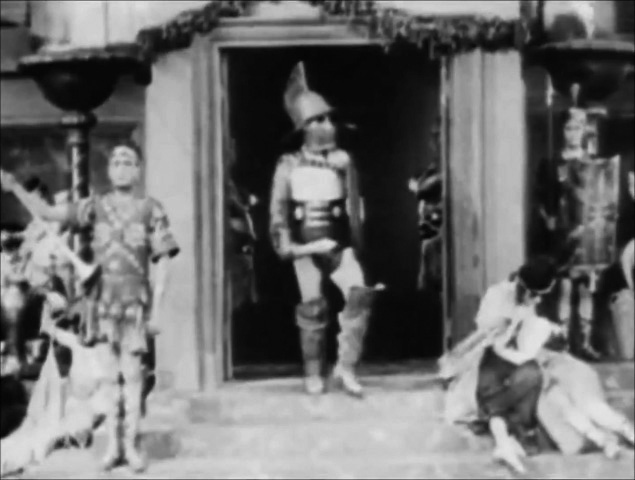
Manslaughter war der erste Film, der einen erotischen Kuss unter Lesben zeigte.

Dieser Film war einer der ersten, der eine sehr anschauliche Szene von Männern zeigte, die einen Raum von Frauen der High Society plünderten. Manslaughter war der erste Film, der einen erotischen Kuss zwischen zwei Mitgliedern des gleichen Geschlechts zeigte.
Eine paradoxe Interdependenz zwischen Zensor und Zensiertem wurde in den 1920er Jahren offenbar, als in Cecil B. De Milles biblischen Epen Einblicke in die weibliche Nacktheit und in Fred Niblos Ben Hur (1925) die besonders farbige Abfolge von Frauen mit nackten Brüsten kommentarlos vom British Board of Film Censors (BBFC) durchgewinkt wurden.
Die Motion Picture Producers and Distributors Association of America (MPPDA) von den Chefs der großen Hollywood-Filmstudios gegründet. Sie sollte als Interessenvertretung der Filmindustrie deren Image in der Gesellschaft aufwerten und dem damaligen Ruf nach einer staatlichen Zensur von Filmen entgegentreten. Ihr Präsident William Harrison Hays, der zuvor Postminister im Kabinett des republikanischen Präsidenten Warren G. Harding gewesen war, versuchte einer staatlichen Einmischung zuvorzukommen, indem er ein System der Selbstzensur der Filmindustrie entwickelte, bekannt unter dem Namen Hays Code oder Production Code, das bis in die Zeit nach dem Zweiten Weltkrieg Bestand hatte. Auf Hays folgte im Jahr 1945 Eric Johnston als Präsident der MPPDA. Unter seiner Leitung erhielt die Organisation ihren heutigen Namen.

## Produktion

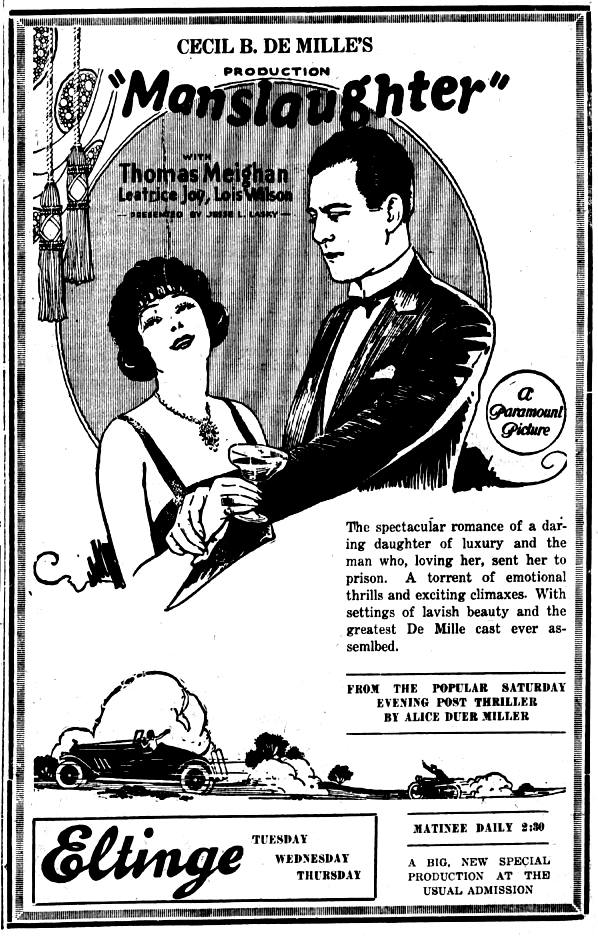
Zeitungsanzeige für den Film.

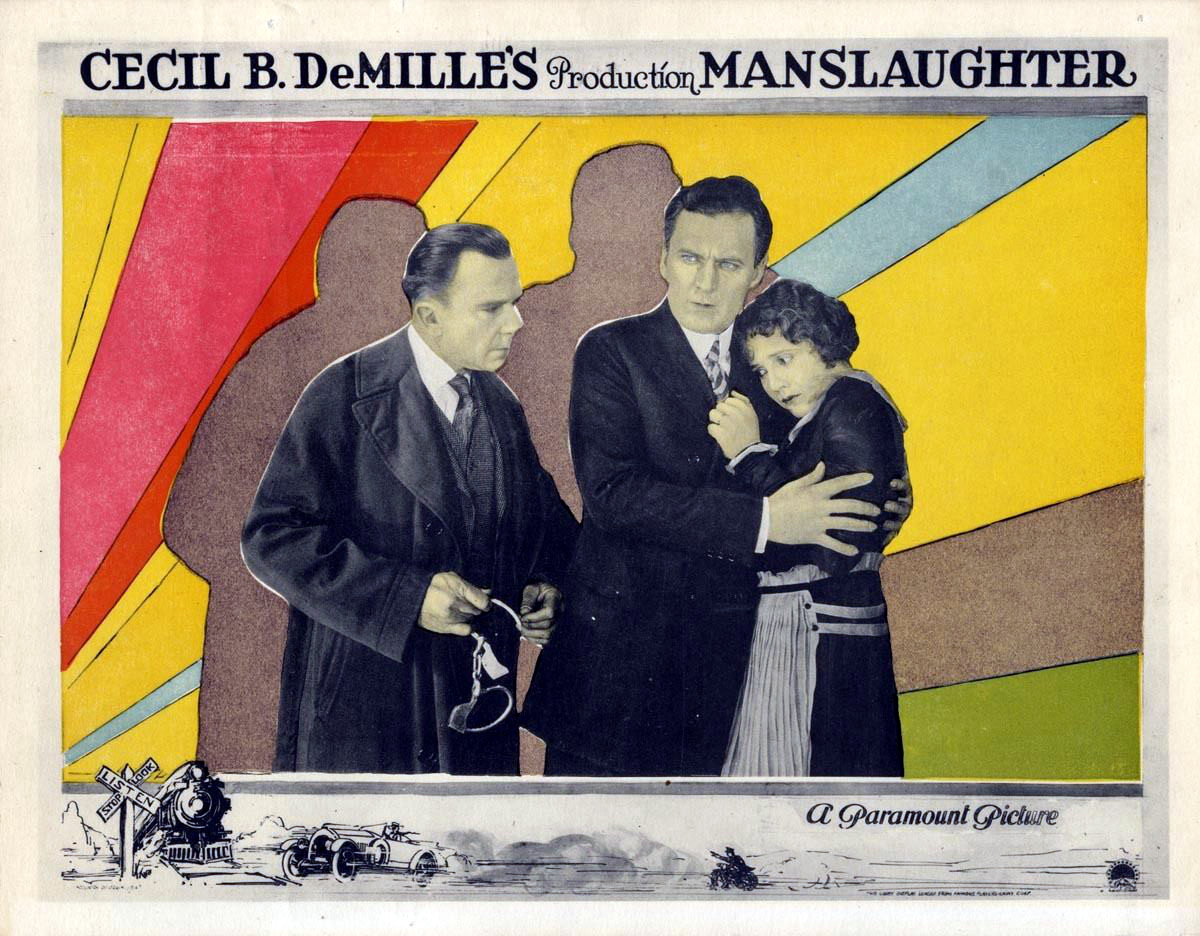
Plakatwerbung für den Film.

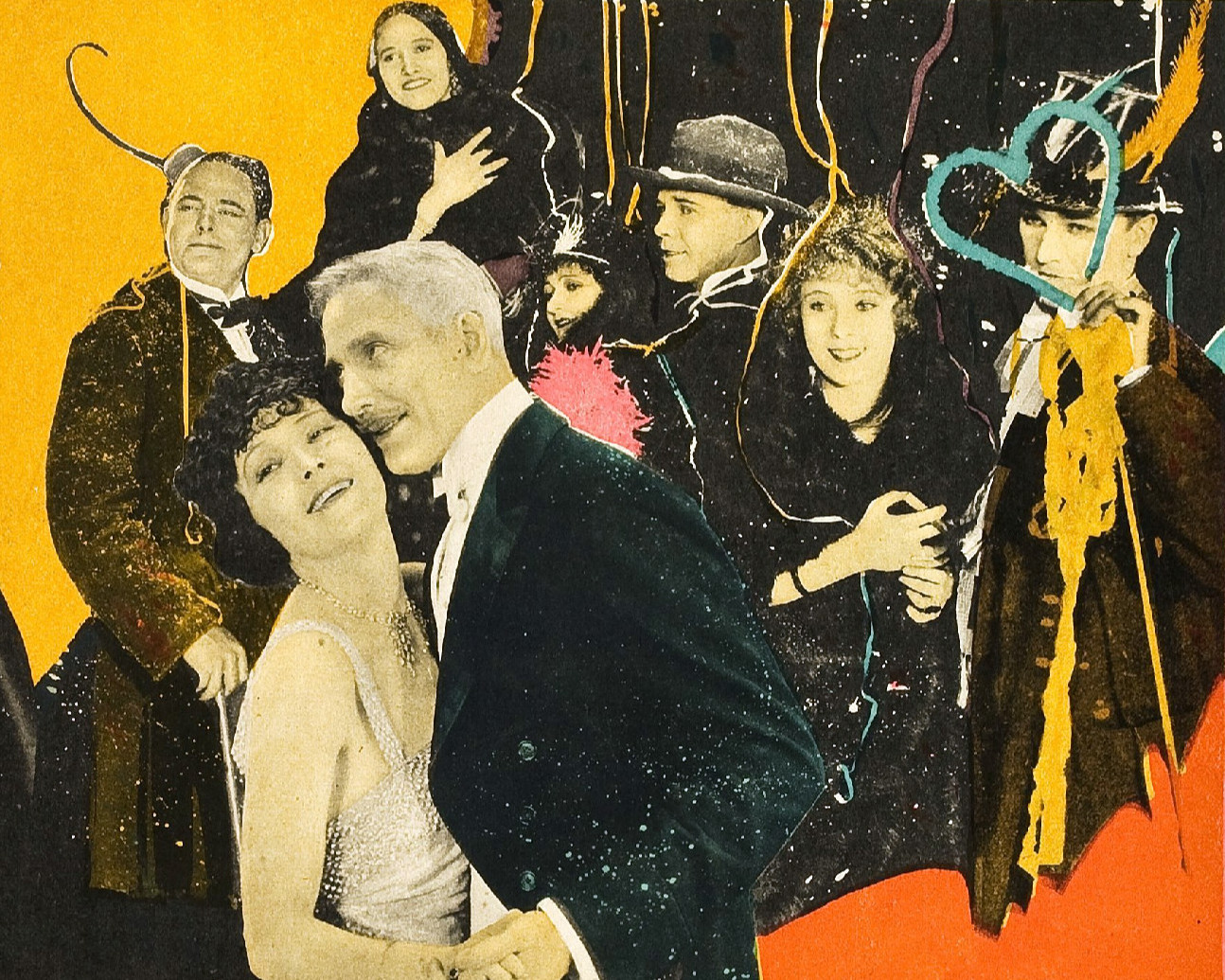
Manslaughter-Plakat im Jahr 1922 mit Szene der Party

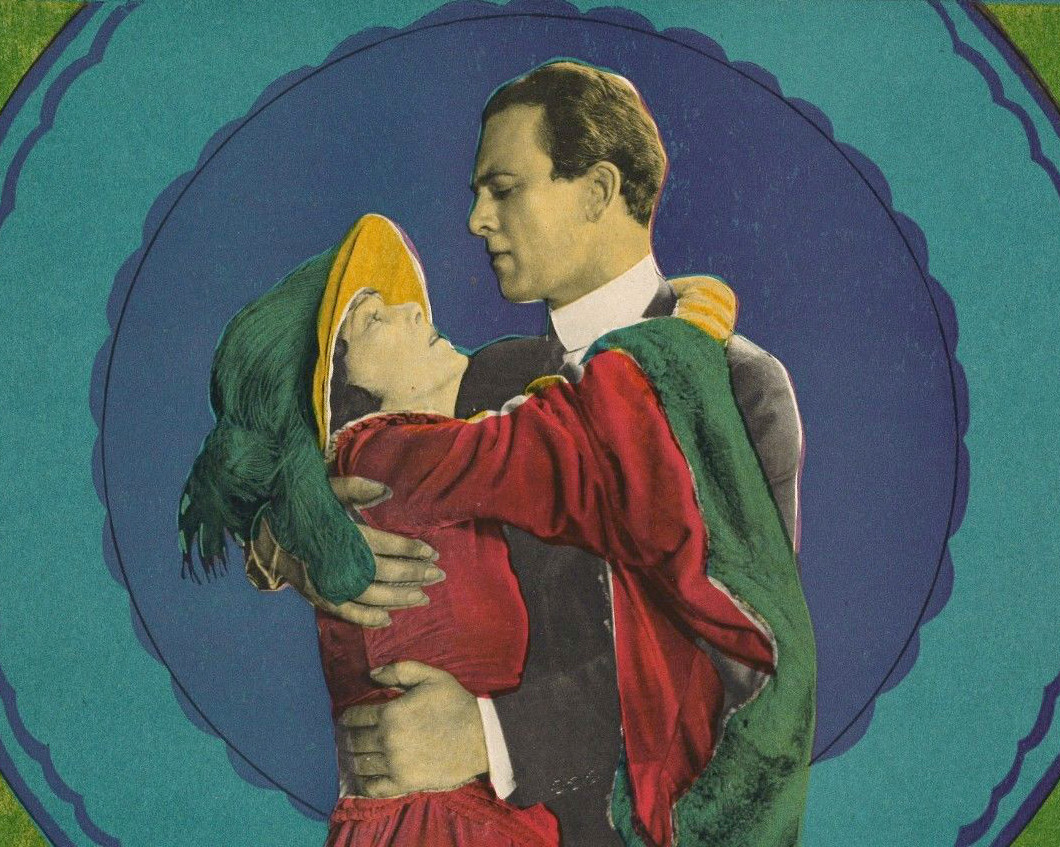
Manslaughter-Plakat im Jahr 1922

Die Filmproduktion dieses Werkes fand in einer Zeit statt, in der Dreharbeiten am Set und in Bezug auf die Filmcrews anspruchsvoll wurden. Die Filmproduktion in Bezug auf Darsteller, Produzenten, Bühnenbildner, Drehbuchautoren, Kamerateams und Beleuchtung wurde komplexer. Es war ein Film, der unter Verwendung von Kontinuitätsfilmen erstellt wurde, bei denen eine Szene aus verschiedenen Blickwinkeln fortgesetzt wird. Die Produktionskosten beliefen sich auf 385.000 USD. Produzenten waren Cecil B. DeMille und Jesse L. Lasky Seine Premiere feierte der Film am 24. September 1922.
Laut Leatrice Joy war das Filmen der Verfolgungsjagdszene äußerst nervenaufreibend, da sie selbst das Auto fahren musste, das mit einer Plattform ausgestattet war, auf der zwei Kameraleute und der Regisseur sowie Ausrüstung unterstützt wurden. Ihre Sicherheit hing ganz von ihren Fähigkeiten als Autofahrerin ab. Joy fuhr den größten Teil dieser Verfolgungsszenen, ihr Stunt-Double war Leo Nomis. Während der Dreharbeiten zu einer Gefängnissequenz verbrannte sich Joy die Hand an einem Suppenkessel, Regieassistent Cullen Tate hatte es versäumt, ihr mitzuteilen, dass er den Requisitenkessel erhitzen ließ.

## Kritik
Die Jahrzehnte später erstellten Filmkritiken fanden nichts Lobenswertes an dem Werk.
Kevin Brownlow charakterisiert das Werk als Banalität, welche das Anheimfallen von Cecil B. DeMille an den Kommerz dokumentiert. Eine andere Sichtweise wäre, dass sein kaufmännisches Talent darin bestand, den Bedarf bei den Kinobesuchern zu erkennen und befriedigen zu können.
„Es ist kaum zu glauben, dass ein so roher und unsubtiler Film von einem Veteranen wie De Mille stammen könnte“, sagte eine Programmnotiz der Theodore Huff Society aus dem Jahr 1963 für den Film Orphans of the Storm, Down to the Sea in Ships und Törichte Frauen. Der amateurhafte, grobe Animation der Verfolgungsjagden, mit denen der Film beginnt, sind weniger technisch raffiniert als Sennett vor zehn Jahren. Manslaughter ist genau die Art von Film, die der Unwissende betrachtet als typisch für den Stummfilm – überarbeitet, pantomimisch gespielt, nach Art eines viktorianischen Melodramas geschrieben, eine Art Film, der eher zum Auslachen als zum Mitlachen einlädt."

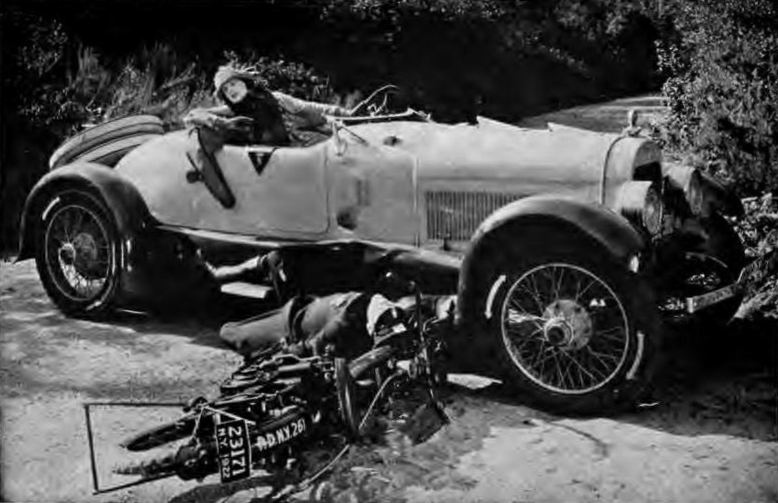
In einer Szene provoziert Lydia den Fahrzeugunfall, indem sie unvermittelt ihr Auto zum Stehen bringt und ein Polizist mit seinem Motorrad sich beim Auffahren tödliche Verletzungen zuzieht.
Als William K. Everson zum Geburtstag von Joys Tochter Leatrice Joy Fountain (September 1924 bis 20. Januar 2015) einen Abzug des Films zeigte, war Joy anwesend und sah ihn zum ersten Mal nach vierzig Jahren. Laut Kevin Brownlow „fand Miss Joy es komisch.“

## Erhaltungszustand
Abzüge des Films befinden sich im Filmarchiv des George Eastman House und in der Paul Killiam Collection.

## Remakes
- Manslaughter (1930)
- Leichtsinnige Jugend